# Karl Ove Knausgård
Karl Ove Knausgård (en noruec es pronuncia [ˈkɑːɭ ˈuːvə ˈknæʉsˌgɔːɾ]) (Oslo, 6 de desembre de 1968) és un escriptor noruec conegut per sis llibres autobiogràfics amb el títol conjunt de Min Kamp (La meva lluita).

## Biografia
Nascut a Oslo, Knausgård es va criar entre Tromøya, Arendal i Kristiansand, i va estudiar art i literatura a la universitat de Bergen. De jove va tocar la bateria en un grup indie-rock i va fer ressenyes de llibres a revistes underground noruegues.
Actualment viu a Suècia, on va conèixer la seva dona, l'escriptora Linda Boström, mare dels seus quatre fills, i de la qual es va separar el 2016.
El 2010 va crear una petita editorial, Pelikanen (Pelicà), amb el seu germà Yngve Knausgård y Asbjørn Jensen.
El 2017 va comissariar una exposició a Oslo i va escriure un assaig sobre el pintor noruec Edvard Munch.

## Obra
Debuta el 1998 amb la novel·la Ute av Verden (Fora del món, no publicada al nostre país), que va rebre el Premi literari de la Crítica Noruega (Norwegian Critics Prize for Literature). Era la primera vegada que es lliurava a un escriptor novell.
La seva segona novel·la, En tid for alt (Un temps per tot, publicada el 2004, que tampoc no ha estat traduïda al català), també va guanyar diversos premis, inclosa la nominació al Premi de Literatura del Consell Nòrdic (Nordic Council's Literature Prize), un dels més prestigiosos a nivell literari pels països nòrdics, equivalent a l'IMPAC. La crítica de Nova York la va definir com "una novel·la estranya, diferent i meravellosa".
El 2009 guanya el Premi Brage amb el llibre La meva lluita - Volum 1 (publicat per L'Altra Editorial en català el 2015 amb el títol La mort del pare), el primer de sis volums autobiogràfics publicats a Noruega entre el 2009 i el 2011.
El títol original, Min Kamp, és una referència irònica a Mein Kampf de Hitler (però no hi té res a veure). En total, sis volums amb més de 3.000 pàgines.
L'aparició d'aquests llibres va provocar certa polèmica a Noruega perquè Knausgård hi descriu amb tot detall la seva vida privada i la de la família, així com la d'amics, coneguts i parelles. No obstant això, va obtenir molt bon acolliment i crítiques favorables, i ja es considera un dels èxits més grans de les lletres noruegues.
El 2020 va guanyar el Premi Médicis d'Assaig per "Fin de Combat"
Els volums de La meva lluita han estat traduïts a diferents idiomes. En català són editats per l'Altra Editorial. Els dos primers volums han estat traduïts per Anna Llisterri a partir de la versió anglesa, i del tercer en endavant són traducció directa del noruec d'Alexandra Pujol Skjønhaug. Final ha estat traduït per Carolina Moreno Tena.
1. La mort del pare (2015). ISBN 9788494348112
2. Un home enamorat (2015). ISBN 9788494348143
3. L'illa de la infantesa (2015). ISBN 9788494348129
4. Ballar en la foscor (2016). ISBN 9788494508523
5. Dies de pluja (2017). ISBN 978-84-946556-3-0
6. Final (2019). ISBN 9788494911071